# Debre Berhan
Debre Berhan (scritto anche Debre Birhan) è una città e woreda dell'Etiopia centrale. Si trova nella Zona di Semien Scioa, nella Regione degli Amara, a 120 km da Addis Abeba sulla strada che porta all'altra città etiope di Dessiè. Dopo essere stata una delle prime capitali dell'Etiopia divenne, insieme ad Ancober e Angolalla, anche una capitale del Regno di Shewa. La strada di 42 km che connette Debre Berhan con Ancober è stata risistemata nel maggio del 2009.

## Storia
In seguito all'avvistamento di una luce miracolosa, nel cielo di questi luoghi, l'Imperatore Etiope Zara Iacòb diede l'ordine di erigere questa città. In più, credendo che questo fosse un segno d'approvazione della morte per lapidazione di un gruppo di eretici avvenuto 38 giorni prima, diede anche l'ordine di erigere una chiesa e più tardi, sempre nelle vicinanze, di edificare anche un esteso palazzo ed una seconda chiesa dedicata a San Ciriaco. L'Imperatore Zara Iacob spese 12 dei suoi ultimi 14 anni di vita a Debre Berhan.
Lo storico Richard Pankhurst ritiene che la chiesa fosse stata fondata nel 1456, fornendo una spiegazione plausibile anche per l'avvistamento di quella luce 'miracolosa' avvenuta nei cieli di Debre Berhan, cioè la cometa di Halley, anche se le due date non coincidono perfettamente: dal 13 al 17 di giugno, i giorni in cui gli astronomi ritengono che la cometa fosse più visibile, mentre la data tradizionale riportata dalle cronache storiche di allora corrisponde al 10 del mese di Maggabit, cioè il 6 o il 7 di marzo.
Il figlio di Zara Yaqob, Beda Mariam, spese i primi anni del suo regno in questa città, mentre i rimanenti li trascorse viaggiando per il resto del territorio del suo vasto regno organizzato in accampamenti permanenti.
L'abbandono di Debre Berhan da parte della corte imperiale condusse ad un drastico calo nella popolazione e nell'importanza di questa città.
I bisogni della corte e dell'esercito imperiale, spiega Pankhurst, quali legname da ardere e alimenti, erano così opprimenti che "essa non poteva rimanere in una data località per più di 4 mesi e neppure ritornarci prima del trascorrere di 10 anni, per via della risultante scarsità di cibo nella zona", cosa che impedì la crescita di una qualsiasi città capitale in questo periodo di tempo.
Il poco più che villaggio di Debre Berhan fu poi nominato solo alcune volte nel corso della storia del XVI secolo, la prima volta come centro di raduno per le truppe dell'Imperatore Lebna Denghel contro l'esercito invasore di Ahmad Gragn.
Dopo aver sconfitto Lebna Denghel nella battaglia di Amba Sel, Ahmad radunò per ben due occasioni le sue truppe in Debre Berhan prima di condurle alla campagna militare nel territorio etiope. Alla seconda radunanza, nel 1535, prima di condurre le sue truppe negli altopiani etiopi, proclamò che:
"Grazie a Dio, l'Abissinia è stata conquistata. Solo le provincie del Tigrè, del Beghemeder e del Goggiam sono rimaste da conquistare... Pensate che sarebbe meglio andare a conquistare anche quelle o stare in questa zona e metterla definitivamente sotto controllo?".
Il villaggio di Debre Berhan riguadagnò importanza durante il regno di Asfau Uossen (1775-1808)
Meridazmach di Shewa, il quale vi costruì un palazzo e divise il suo tempo tra questa città e quelle di Ancober e Angolalla. I seguenti Meridazmach di Shewa usarono la città di Debre Berhan come un alloggio venatorio per andare a caccia nella pianura circostante e come luogo in cui esercitarsi a cavalcare con i cavalli.
Il figlio di Asfa Uossen, Salila Selassie, all'inizio del suo regno dovette far ricostruire la città in seguito alle devastazioni di Abichu Oromo e costruì, in questa nuova capitale, una chiesa dedicata alla "Trinità" dei Selassie.
Quando il negus Menelik II si sottomise all'imperatore Giovanni IV,
nel trattato di Wadara del 1878 c'era anche stipulato che la capitale di Scioa dovesse essere spostata da Liche a Debre Berhan.
Negli anni 1880-1890, il mercato del bestiame di Debre Berhan era considerato uno dei migliori per la vendita dei muli e dei cavalli. La chiesa di Selassie fu ricostruita nel 1906 dall'Imperatore Menelik con molti dipinti ed affreschi di pregio.
David Buxton sapeva già che era inevitabile che questa città riguadagnasse importanza: "Anche se un posto freddo e inospitale," scrive riguardo alla città, "è in una posizione strategica per il controllo delle rotte e degli itinerari".
Anche in tempi moderni era inevitabile che la strada per Asmara passasse per questa città e non per le gole che le stanno di fianco."
L'elettricità arrivò a Debre Berhan nel 1955 con una stazione idro-elettrica di 90 kW; per il 1965 la capacità elettrica installata in città era di 125 kVA con una produzione annuale di 103.000 kWh. Il 26 aprile 1955 l'Imperatore Hailé Selassié ci inaugurò la scuola per l'addestramento di personale scolastico di Community Teacher Training School. Per il 1958 Debre Berhan fu una delle 27 città di Etiopia premiata con il rango di First Class Township.
Il 2 luglio del 1994, nove persone furono uccise e undici catturate in uno scontro a fuoco con le forze dell'ordine nella woreda di Asagirt. Le persone catturate dalle forze dell'ordine furono accusate di aver fatto irruzione nella prigione di Debre Berhan ed aver liberato un certo numero di prigionieri. Stando a quello che dicono le forze dell'ordine, uno dei banditi uccisi nello scontro a fuoco era il rappresentante, per la città di Debre Berhan, del movimento di All-Amhara People's Organization.

## Società

### Evoluzione demografica
Stando alla Central Statistical Agency dell'Etiopia nel 2005, Debre Berhan, aveva una popolazione di 67.243 persone di cui 34.055 maschi e 33.185 femmine. La woreda ha un territorio di 14,71 km quadrati la quale dà, a Debre Berhan, una densità di popolazione di 4.571.20 persone per km quadro.
Nel censimento del 1994 la città di Debre Berhan aveva una popolazione di 38.717 persone in 8.906 case, di cui 17.918 maschi e 20.799 femmine. I cinque più grandi gruppi etnici della città sono gli Amhara (90.12%), gli Oromo (3.94%), i Tigré-Tigrini (1.81%), i Guraghé (1.6%) e gli Argobba (1.2%); il rimanente 1.33% della popolazione è composto da una minoranza di altri gruppi etnici.
La lingua amarica è parlata dal 93,81% della popolazione, la lingua oromiffa dal 3,04%, l'1,5% parla la lingua tigrigna; il rimanente 1,65% parla tutte le altre lingue di minoranza.
La maggior parte degli abitanti di Debre Berhan pratica la religione ortodossa etiope (94,59%), il 4,05% l'Islam e il 1.02% è Protestante.

## Economia locale
La fabbrica di lana di Debre Berhan, la prima dell'intera Etiopia, fu inaugurata il 1º gennaio del 1965, con 6 telai e 126 bobine e la capacità di processare una tonnellata di lana giornalmente. Nei suoi primi sei mesi di vita produsse 7.065 coperte in modalità operativa di un solo turno di lavoro al giorno con una forza lavorativa di 200 operai, dei quali il 45% erano donne. Il governo Derg annunciò che la fabbrica di lana di Debre Berhan fu una delle prime 14 fabbriche tessili dell'Etiopia a essere completamente nazionalizzata.
Debre Berhan è anche un famoso centro di produzione di tappetini.

## Duomi, edifici storici etc.
Malgrado la sua importanza storica, nessuno degli edifici fatti costruire dall'imperatore Zara Iacòb ed degli altri risalenti al XIX secolo è tuttora esistente. La chiesa odierna, anche se collocata sulle fondamenta originarie di quella fatta costruire nel XV secolo, è stata fatta ricostruire nel 1906 dall'imperatore Menelik II.